# Famille de Colbert
 (mars 2018).
Si vous disposez d'ouvrages ou d'articles de référence ou si vous connaissez des sites web de qualité traitant du thème abordé ici, merci de compléter l'article en donnant les références utiles à sa vérifiabilité et en les liant à la section « Notes et références ».
Pour les articles homonymes, voir Colbert.
La famille de Colbert est une famille subsistante de la noblesse française, originaire de Reims (Marne). Issue de marchands et banquiers installés à Reims et à Troyes au XVIe siècle, cette famille forma plusieurs branches qui accédèrent successivement à la noblesse au cours du XVIIe siècle. La lignée de Troyes, lignée cadette et seule branche aujourd'hui subsistante, a été anoblie la première en 1603 par l'achat d'une charge de Conseiller Secrétaire du Roi.
À la suite de Jean-Baptiste Colbert, conseiller de Mazarin qui, à la mort du cardinal, entra au service de Louis XIV pour devenir son ministre, la famille Colbert sut tirer les bénéfices de l'ascension sociale du ministre de Louis XIV et faire accéder ses membres aux plus hautes charges et fonctions du royaume.
Outre le célèbre ministre de Louis XIV, la famille Colbert a donné de nombreux dignitaires au royaume de France, ministres, évêques, et officiers généraux, de la seconde moitié du XVIIe siècle à la fin du XVIIIe siècle. De Louis XIV à la Révolution française, elle a ainsi appartenu à la haute noblesse du pays.

## Origine
Le premier Colbert connu,, Jehan Colbert, entrepreneur en maçonnerie à Reims, marié en 1492 avec Marie Thuillier, fut père de :
- Gérard Colbert, sieur de Magneux et de Crèvecoeur, bourgeois de Reims, marié vers 1519 avec Jeanne Thierry, dont :
  - Oudard/Édouard Colbert, bourgeois de Reims, négociant en mercerie, marié vers 1548 avec Marie Coquebert, dont :
    - Gérard Colbert (1550-1617), marchand à Amiens, puis orfèvre à Paris, grand-père, par son fils Nicolas Colbert d'Acy (1595-1649) : d'Elisabeth Colbert († 1691 ; prieure de Saint-Louis-de-la-Rougemare à Rouen) ; de Marie Colbert, épouse de Louis de Béchameil ; et de Madeleine Colbert , femme 1° d'Etienne Le Camus, oncle d'Etienne, puis 2° de Claude Pellot, 1er président au Parlement de Normandie et beau-frère du premier Etienne Le Camus. Dans la nombreuse fratrie dudit Nicolas Colbert, fils de Gérard, citons Marie Colbert, épouse de Nicolas Le Camus
    - Jehan Colbert (1557-1596), sieur d'Acy et de Terron, bourgeois de Reims, lieutenant civil et criminel au présidial de Reims en 1580, contrôleur général des gabelles de Bourgogne et de Picardie en 1595, marié en 1582 avec Marie Bachelier : grands-parents du ministre Colbert
    - Oudard Colbert (1560-1640), bourgeois de Troyes, négociant et banquier à Troyes, conseiller-secrétaire du roi en 1612[n 1] , marié le 17 novembre 1585 à Troyes avec Marie Foret († 1618 ou avant), dame de Villacerf et fille du riche marchand troyen Nicolas Foret de Villacerf[5],[6], auteurs de la branche subsistante de St-Pouange, marquis de Chabanais ci-dessous.

## Lignée de Jehan Colbert (Reims)
Jehan Colbert et Marie Bachelier eurent pour fils :
- Jean Colbert (1583-1663), seigneur du/de Terron x 1608 avec Marie de Bignicourt (1593-1679)
  - Marie Colbert du Terron (1616-?)  x 1633 avec Pierre Chertemps, seigneur de Seuil
    - Pierre Chertemps de Seuil (1636-1703), seigneur de Seuil[7]

  - Charles Colbert du Terron (1628-1684) ; sire de Terron et de Bourbonne, fondateur du port militaire et de l'arsenal de Rochefort
- Nicolas Colbert (1590-1661), sieur de Vandières, capitaine des villes et tour de Fismes, conseiller secrétaire du roi, maître d'hôtel ordinaire de Sa Majesté, et enfin conseiller d'État, marié à Marie Pussort
- Charles Colbert (vers 1592-1661), sire de Saint-Mars (St-Mard, St-Marc).

### Branche de Nicolas Colbert de Vandières
Nicolas Colbert de Vandières et Marie Pussort furent parents de :
- Claire Colbert (1618-†1680), qui était l'aînée, fut abbesse de Sainte-Claire de Reims[8].
- Jean-Baptiste Colbert (1619-1683), le grand Colbert, époux de Marie Charron, d'où : 
  - le marquis de Seignelay (1651-1690) lui succéda ainsi comme secrétaire d'État à la Marine
  - Jacques-Nicolas Colbert (1654-1707), autre fils de Colbert, abbé du Bec, archevêque de Rouen, fut élu membre de l'Académie française ;
  - Louis Colbert (1667-1745), comte de Linières en Berry
  - Jules-Armand Colbert de Blainville (1663-1704), Surintendant des Bâtiments, Arts et Manufactures, maréchal de camp, lieutenant-général, Grand-maître des Cérémonies
  - deux militaires morts jeunes à la guerre : Antoine-Martin Colbert (1659-1689 ; de l'Ordre de Malte), et Charles-Edouard Colbert (1670-1690 ; dit le comte de Sceaux)
  - Jeanne-Marie-Thérèse Colbert (1650-1732), duchesse de Luynes
  - Henriette-Louise Colbert (1657-1733), duchesse de Beauvilliers de St-Aignan
  - Marie-Anne Colbert (1665-1750), duchesse de Mortemart
- Marie Colbert, x Jean Desmarets, d'où le contrôleur général Nicolas, mari de sa cousine Madeleine Béchameil de Nointel (voir plus haut), et père du maréchal Jean-Baptiste Desmarets de Maillebois
- Nicolas Colbert (1628-1676), abbé de N-D La Grande, évêque de Luçon et d'Auxerre
- Charles Colbert de Croissy (1629-1696), diplomate ; Père entre autres de : 
  - Jean-Baptiste Colbert (1665-1746), marquis de Torcy, devint diplomate et secrétaire d'État des Affaires étrangères ; Père de Jean-Baptiste Joachim Colbert, marquis de Torcy, de Croissy, de Sablé, militaire
  - Charles-Joachim Colbert de Croissy (1667-1738), fut évêque de Montpellier
- Louise-Antoinette Colbert (1631-1698), mère supérieure du second couvent de la Visitation à Rouen
- Edouard-François Colbert (1633-1693), marquis de Maulévrier et de Cholet, lieutenant-général, gouverneur de Tournai
- Agnès Colbert (1634-1714), élue abbesse triennale des Clarisses de Reims en 1680 et 1683, elle gouverna ensuite l'abbaye pendant quatre ans de plus, sur l'ordre du Pape, c'est-à dire jusqu'en 1691[9]
- Claire-Cécile Colbert (1640-1720), abbesse de l'abbaye du Lys.

## Lignée d'Oudard Colbert (Troyes)
- Madeleine Colbert, x Louis Brulart de Genlis, fils de Pierre Brulart de Genlis seigneur de Genlis (secrétaire d'État de Charles IX en 1569), et cousin issu de germain du chancelier Nicolas Brulart de Sillery)
- Jean-Baptiste Colbert de Saint-Pouange[10] (1602-1663, frère de Madeleine ci-dessus, est un cousin germain du père de Jean-Baptiste Colbert. En 1631, il est maître des comptes à la chambre des comptes de Paris, en 1631 conseiller d'État, en 1657 intendant en Lorraine et en 1661 intendant en Picardie. Il épouse Claudine Le Tellier, sœur de Michel Le Tellier, le père du ministre Louvois, et en eut :
  - Édouard Colbert, marquis de Villacerf (1628-1699), Surintendant des Bâtiments du roi de 1690 à 1699.
  - Gilbert Colbert, seigneur de Saint-Pouange (1642-1706), homme d'État, auteur de la branche de Chabanais.
  - Jean-Baptiste-Michel Colbert de Saint-Pouange, évêque de Montauban puis archevêque de Toulouse
- Auguste François-Marie et Pierre-David de Colbert-Chabanais, participèrent aux guerres de la Révolution et de l'Empire.
- Louis Pierre Alphonse de Colbert devint général de l'Empire.
- Juliette Colbert de Barolo (1786-1864), épouse du marquis de Barolo, fondatrice d'œuvres sociales, en instance de béatification.

### Branche subsistante de Saint-Pouange, puis de Chabanais
Gilbert Colbert de Saint-Pouange était un fils puiné de Jean-Baptiste Michel Colbert (° 20 novembre 1602, Troyes - † 29 avril 1663, Paris), seigneur de Saint-Pouange et de Villacerf, maître des requêtes au Conseil d'État, conseiller d'État (1631), intendant de Lorraine et Barrois (1657-1661), puis de Picardie et d'Artois (1661), et de Claude (« Claudine ») Le Tellier (° 1604 - † octobre 1644), fille de Michel II Le Tellier (° 1575 - † 6 mai 1617), seigneur de Chaville et de Villacoublay, magistrat financier, conseiller du Roi en la cour des aides de Paris.
- Il avait épousé (1°) Marie Renée (° vers 1647 - † 28 février 1732, Paris), fille de Laurent de Berthemet, maître des comptes, dont il eut un fils. Gilbert avait également eut (2°) un fils naturel :
  - (1°) François-Gilbert (° 25 septembre 1676 - † 11 novembre 1719), marquis de Chabanais (après son mariage), maréchal de camp, marié, le 24 mars 1702 avec Angélique (1684-1729), fille de François d'Escoubleau ( † 1707), marquis de Sourdis, seigneur de Gaujacq et de Chabanais, lieutenant-général des armées du roi, gouverneur de l'Orléanais et du pays chartrain, chevalier du Saint-Esprit, dont :
    - François-Gilbert (° 7 novembre 1705, Paris - † 21 décembre 1765, Paris), marquis de Saint-Pouange et de Chabanais, maréchal des camps et armées du Roi, commandeur de Saint-Louis, marié, le 22 janvier 1731 à Paris, avec Marie-Jeanne Colbert (° 7 février 1715, Paris - † 31 mai 1786, Paris), fille de Louis-François Colbert (1677-1747), chevalier de Croissy, dont :
      - Claude Théophile Gilbert Jean-Baptiste (° 28 février 1734, Paris - † 10 septembre 1789, château de Fontenay-Trésigny), marquis de Chabanais et de Saint-Pouange, marié avec Louise Perrine (° avril 1741, Pont-Bellanger - † 25 mai 1800, Beaupréau (Maine-et-Loire)), fille de Gabriel d'Amphernet de Pontbellanger, dont :
        - Un fils (° 26 septembre 1770, Paris - † 27 septembre 1770, Paris) ;
        - Un fils (° 13 mai 1775, Paris - † 13 mai 1775, Paris) ;
        - Alexandre Louis Gilbert (1781-1857), marquis de Chabanais, gentilhomme ordinaire de la chambre du roi, pair de France, marié, le 20 juin 1798 à Paris, avec Aglaé Elisabeth Suzanne Seurrat de Guilleville (° 23 avril 1782 - † 24 juillet 1832, Orléans), sans postérité ;

      - Louis Henri François (° 27 février 1737, Paris - † 8 février 1792, Paris), titré comte de Colbert-Chabanais, colonel d'infanterie puis maréchal des camps et armées du Roi puis lieutenant-général du Roi, chevalier de Saint-Louis, marié avec Marie Anne Boislève d'Arbonne (1742-1766), sans postérité. Veuf, il se remaria, le 30 décembre 1770, avec Jeanne (vers 1756-1812), fille de Pierre Félix Barthélemy David (1710-1795), seigneur du Grez, gouverneur du Sénégal (1738-1746), gouverneur général des Mascareignes (1747-1750), dont :
        - Marie-Jeanne (° 10 novembre 1771, rue du Croissant, Paris - † 16 octobre 1795, Achères), mariée, le 13 décembre 1793 à Paris, avec André Sauveur Alexandre, comte de Neufermeil de Montry (1757-1839), dont postérité ;
        - Chrétien Félix Toussaint (° 1er novembre 1772, Paris - † 1er septembre 1780) ;
        - Ambroise[11] (31 août 1773 - Paris † 16 août 1813 - Martinique), comte de Colbert-Chabanais, marié avec Barbe Louise Germon de Longueville (1778-1819), dont :
          - Louise Elisabeth Alcine (° 17 février 1802, Martinique - † 29 juillet 1833, Martinique), mariée avec Charles Jean-Baptiste Hyacinthe de Collignon (né en 1794), dont postérité ;
          - Joseph Édouard Théobald (° 28 août 1803, Martinique - † 28 mai 1860, Paris VIIIe) ;
          - Ambroisine (° 15 juin 1805 - † 13 juin 1818) ;
          - Anne Louise Alphonsine (° 16 novembre 1824) ;
          - Élisabeth (° 24 janvier 1814, Martinique - † 6 mai 1894, Montpellier), mariée avec Armand de Fabre de Latude (1804-1877), avocat, dont postérité ;

        - Pierre David Édouard (° 18 octobre 1774, Paris - † 28 décembre 1853, Paris), baron de Chabanais et de l'Empire (28 mai 1809), général de division, pair de France, grand-croix de la Légion d'honneur, chevalier de Saint-Louis, marié le 23 mars 1831, avec Clémentine Perrotin (1797-1874), sans postérité ;
        - Louis Pierre Alphonse (° 29 juin 1776, Paris - † 2 juin 1843, Rennes), vicomte de Colbert-Chabanais, lieutenant-général (1837), commandeur de la Légion d'honneur, marié, le 9 mars 1809 à Naples (Italie), avec Isidore Eugénie (1788-1869), fille de Claude-Louis Petiet, dont :
          - Caroline Joachime (° 19 octobre 1812, Paris IIe - † 22 juillet 1876, Le Cannet-des-Maures), mariée le 5 novembre 1828 à Paris Ier (ancien), avec Albert Henri de Colbert, 1er comte de Colbert-Turgis (1794-1879), dont :
            - Les Colbert-Turgis ;

          - Elisabeth (° 23 août 1816, Paris IIe - † 12 mai 1870, Paris IXe), mariée avec Edmond de Lantivy du Rest (1803-1870), capitaine de dragons ;
          - Albertine Joséphine Isidore (° 15 mars 1826, Paris - † morte en couches le 10 mai 1845 au 34, rue de la Ferme des Mathurins, Paris, inhumée dans la sépulture de la famille Petiet  au cimetière du Père-Lachaise), mariée, le 20 juin 1844 à Paris, avec son cousin Jules Petiet (1813-1871), sans postérité ;

        - Auguste François-Marie (° 18 novembre 1777, Paris - † tué en Espagne, à Cacabelos le 3 janvier 1809), 1er baron de Colbert et de l'Empire (2 juillet 1808), général de division, commandant de la Légion d'honneur, chevalier de l'ordre de la Couronne de Fer, marié, le 30 décembre 1803 avec Marie Geneviève Joséphine (28 mai 1785, Paris - † 7 octobre 1849, Gambais), fille du général Jean Baptiste Camille, comte de Canclaux (1740-1817), sénateur du Premier Empire, dont il eut :
          - Napoléon-Joseph (1805-1883), 2e baron de Colbert et de l'Empire puis marquis de Chabanais, officier de la Légion d'honneur, député du Calvados (1860-1870), marié, le 25 juillet 1832 à Paris IIe (ancien), avec Angélique Charlotte Joséphine (1813-1889), fille Adolphe François René, 3e marquis de Portes (1790-1852), et de Sophie Suzanne de Laplace (1792-1813), dont :
            - Marie Adolphine Sophie (° 28 avril 1833, Paris Xe (ancien) - † 18 avril 1917, château de La Gaudinière, La Ville-aux-Clercs, Loir-et-Cher), mariée le 22 septembre 1853, en l'église Saint-Thomas-d'Aquin (Paris), avec Stanislas de La Rochefoucauld (1822-1887), duc de Doudeauville, dont postérité ;
            - Édouard, marquis de Chabanais (1834-1905), saint-Cyrien (1854-1856 : promotion de Crimée-Sébastopol), général de division, commandeur de la Légion d'honneur, marié, le 25 avril 1877 à Paris VIIIe (mairie de l'Élysée), avec Françoise Marie de Berckheim (1852-1897), dont :
              - Napoléon François Auguste (° 30 janvier 1878 - † 18 mars 1961, Ainay-le-Vieil), camérier secret du Pape, chevalier de l'ordre équestre du Saint-Sépulcre de Jérusalem (15 mai 1927), marié (1°) avec Marie Antoinette Alix Solange (1874-1932), fille d'Albert Edmond Edouard (1840-1901), comte de Tulle de Villefranche, et de Jeanne Amélie de Chevenon de Bigny (1839-1915), puis (2°) avec Alix, fille d'Auguste Désiré Hérault de La Véronne (vers 1808-1881) et Alix Collin de La Minière († 1887). Il eut, de son premier mariage :
                - Jeanne (° 15 avril 1915, Paris VIIIe - † 13 octobre 1991, Ainay-le-Vieil), mariée avec M. Picot de Moras, dont postérité ;

              - Angélique Fanny Elisabeth (° 19 mars 1880, Versailles - † 1939), mariée avec Charles des Acres, 9e marquis de l'Aigle (1875-1935), capitaine de réserve au service d'État-major, maire de Rethondes, conseiller général pour le canton de Ribécourt et député de l'Oise (1932-1935), dont postérité ;
              - Camille Marie Françoise (° 1883 - † 1969), mariée avec Edouard François Marie, vicomte de La Rochefoucauld (1874-1968), 12e duc de Bisaccia (1908), dont postérité ;
              - Marie-Camille (née en 1883) ;
              - Guillemette (° 1885 † 1944), mariée avec François Louis Joseph Marie de Bourbon (°14 avril 1875, Moulins (Allier) - † 23 juillet 1954, Busset (Allier)), 12e comte de Busset (1918), saint-Cyrien (1894-1896 : promotion d'Alexandre III), capitaine de cavalerie, officier de la Légion d'honneur, dont postérité ;

            - Pierre-Louis Jean-Baptiste, « comte » de Colbert-Laplace  (° 6 août 1843, Paris - † 9 octobre 1917, Saint-Julien-de-Mailloc (Calvados)), ancien secrétaire d'ambassade, député du Calvados, marié avec Louise Victorine (1841-1904), fille de Jean-François Renault et Madeleine de Cinglas, dont :
              - Jeanne (en 1870), mariée avec Olivier de Boyer de Sainte-Suzanne (né en 1861), dont postérité ;
              - Jean Baptiste Simon Camille Auguste de Colbert, comte de Laplace (° 1872 - † 1961), saint-Cyrien (1894-1896 : promotion du Siam), officier d'infanterie, marié avec Marie Madeleine Clarisse Noblesse (1892-1956), dont postérité ;

          - Joachim Charles Auguste (° 20 novembre 1808 - † 8 août 1812) ;

      - Antoine Alexandre Marie Gilbert (° 14 décembre 1746, Paris - † 14 janvier 1767, Paris) ;

    - Antoine Alexandre (° 29 décembre 1707, Paris - † 24 octobre 1788, Saint-Germain-en-Laye), marquis de Sourdis, précepteur de Marie-Aurore de Saxe, marié, le 12 septembre 1764 à Saint-Germain-en-Laye, avec Victoire de Courdoumer (1738-1782), dont :
      - Françoise Rose (° 20 octobre 1765, Saint-Germain-en-Laye) ;
      - Marie Julie Pauline (° 29 décembre 1769, Saint-Germain-en-Laye - † 23 février 1855, Mâcon), mariée avec Georges Marie Giraud (1761-1814), baron de Montbellet, capitaine de cavalerie, dont postérité ;

  - (2°) Nicolas-Hubert Mongault (° 6 octobre 1674, Paris - † 11 août 1746, Paris), prêtre de l'Oratoire, précepteur du duc de Chartres, abbé de Villeneuve (1719-1746), membre associé de l'Académie royale des inscriptions et belles-lettres (1711), 156e membre de l'Académie française (fauteuil 19, 2 juillet 1718 - 1746)

## Châteaux et demeures
- Château de Creully
- Château du Saussay
- Château de Villacerf
- Hôtel Pierrard
- Place des Vosges
- Beuzeville-la-Guérard
- Château de Flaugergues

## Armoiries
| Figure | Blasonnement |
|        | Armes de la famille Colbert D'or, à une couleuvre ondoyante en pal d'azur., Couronnede marquis. Supportsdeux licornes regardantes, au naturel. Devise« Servat et Abstinet » (Garde et s'abstient). |
|        | Antoine Martin Colbert de Seignelay (1659-1689), De Colbert, au chef de gueules chargé d'une croix d'argent. |
|        | François Édouard Henri René Colbert (° 5 janvier 1727 - Maulévrier † 30 janvier 1748), marquis de Maulévrier, sous-lieutenant des gendarmes anglais Écartelé : aux 1 et 4, d'azur, à trois fleurs-de-lis d'argent, au chef d'or (d'Estaing) ; aux 2 et 3, d'argent, au sautoir de gueules denché de sable (de Froulay). Sur le tout d'or à une couleuvre ondoyant en pal d'azur (Colbert). Supportsdeux licornes. |
|        | Jean-Baptiste-Michel Colbert de Saint-Pouange (1640-1710), évêque nommé de Lavaur (1673), puis évêque de Montauban (1674-1687), puis archevêque de Toulouse (1693-1710), D'or, à la couleuvre d'azur, passée d'argent. |
|        | Jacques Nicolas Colbert (1655-1707), archevêque de Rouen et primat de Normandie, archevêque de Carthage, abbé du Bec-Hellouin, membre de l'Académie française D'or, à la bisse d'azur, posée en pal et ondoyante. |
|        | Jean-Baptiste Joachim Colbert (1703-1777), fils de Jean-Baptiste Colbert, marquis de Torcy (1665-1746), lieutenant-général des armées du roi, gouverneur de Crécy-en-Brie et capitaine des gardes de la porte du roi |
|        | Auguste François-Marie de Colbert-Chabanais (18 octobre 1777 - Paris ✝ 3 janvier 1809 - Cacabelos), Général de brigade (24 décembre 1805), 1er baron de Colbert et de l'Empire (2 juillet 1808), membre de la Légion d'honneur (19 frimaire an XII), chevalier de l'ordre de la Couronne de fer, D'or; à la couleuvre d'azur, franc-quartier des barons militaires., |
|        | Pierre David "Edouard" de Colbert-Chabanais (° 18 octobre 1774 - Paris † 28 décembre 1853 - Paris), général de division (25 novembre 1813), colonel du corps royal des lanciers de France (1814-1815), Baron Colbert et de l'Empire (titre accordé par décret du 19 mars 1808 et lettres patentes du 28 mai 1808, signées à Ebersdorf), légionnaire (14 mars 1806), puis, officier (14 mai 1807), puis, commandant (17 juillet 1809), puis, grand officier (29 octobre 1828), puis, grand-croix de la Légion d'honneur (30 mai 1837), Commandeur de l'ordre militaire de Maximilien-Joseph de Bavière (1810), appelé « comte » de Colbert-Chabanais à titre de courtoisie, Armes de baron de l'EmpireD'or à la couleuvre d'azur en pal vinrée [vivrée] surmontée d'une lambel à trois lambeaux du même franc-quartier des barons tirés de l'armée., - Livrées : les couleurs de l'écu. Le même, pair de France (11 octobre 1832)D'or, à une couleuvre ondoyante en pal d'azur. |
|        | Alexandre-Louis-Gilbert Colbert, marquis de Chabanais (° 27 mars 1781 - Paris † 30 novembre 1857 - Paris), Pair de France (baron-pair le 5 novembre 1827), chevalier de la Légion d'honneur (21 mai 1825) D'or, à une couleuvre ondoyante en pal d'azur. |

Aujourd'hui,
| Image | Armoiries |
| ----- | --- |
|       | la commune de : - Croissy-Beaubourg (Seine-et-Marne) ; porte les « armes pleines » de la maison de Colbert. |
|       | Blainville-sur-Orne (Calvados) : Écartelé : au premier et au quatrième d'azur aux trois fleurs de lys d'or ordonnées en chevron contourné, au deuxième et au troisième de sinople au sautoir ondé enté d'argent chargé d'une bande soudée d'or et d'une barre du même, la barre brochant sur la bande : sur le tout d'argent à la bisse ondoyante de sinople posée en pal. |
|       | Pincé (Sarthe) : Écartelé : au premier de gueules à la bande de menu-vair à plomb accompagnée de deux étoiles d'or, au deuxième et au troisième d'or à la couleuvre d'azur ondoyante en pal. |
|       | Châtenay-Malabry (Hauts-de-Seine) porte : Parti, au 1er, de gueules à la branche de châtaignier d'or garnie de ses fruits d'argent, au 2e, d'or à la couleuvre ondoyante d'azur en pal. Armes parlantes (Châtaignier / châtaignes ⇒ Châtenay). |
|       | Plessis-Robinson (Hauts-de-Seine) porte : Écartelé au 1er d'or, à deux tourteaux de gueules posées en pal qui est de Montesquiou d'Artagnan ; au 2e, de sable au chêne arraché d'or ; au 3e de sable au hibou d'or ; au 4e d'or, à la coulèvre tortillée d'azur posée en pal, qui est de Colbert ; sur le tout en abîme d'azur à trois fleurs de lis d'or.                 |
|       | Sceaux (Hauts-de-Seine) porte : Parti : au premier d'azur aux trois fleurs de lys d'or, au bâton péri de gueules posé en barre, au second d'or à la couleuvre ondoyante d'azur posée en pal. |
|       | Monéteau (Yonne) porte : Tiercé en pairle : au premier de gueules à l'écusson parti d'or à une couleuvre ondoyante d'azur (Colbert) et assi d'azur à trois cailloux d'argent; au deuxième aussi d'azur à deux ponts, l'un d'or sur l'autre d'argent; au troisième d'argent au chêne arraché de sinople, au filet en pairle d'or brochant sur le tout.                      |